# Stegopelta
Stegopelta („zastřešený štít“) byl rod "obrněného" nodosauridního dinosaura. Žil na přelomu spodní a svrchní křídy (stupeň alb až cenoman, zhruba před 100 miliony let) na území dnešního Wyomingu (kraj Fremont County) v USA.

## Historie a popis

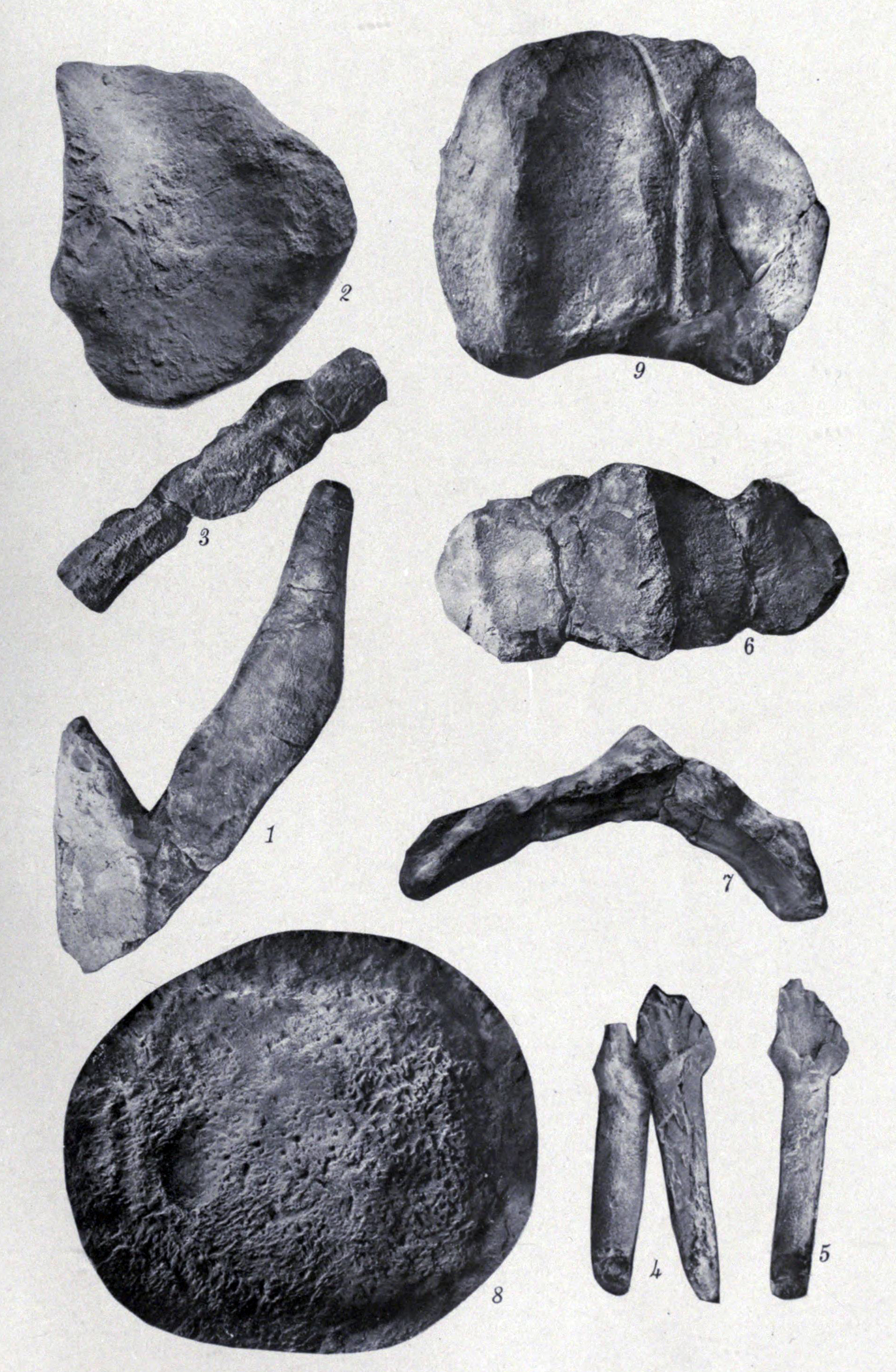
Fosilní zuby a dermální brnění stegopelty.

Fosilie tohoto tyreofora byly objeveny v sedimentech souvrství Frontier. Druh S. landerensis formálně popsal americký paleontolog Samuel Wendell Williston v roce 1905. Holotyp nese katalogové označení FMNH UR88. V klasifikaci dinosaura panovaly po dlouhou dobu zmatky, zejména kvůli fragmentární povaze dochovaného fosilního materiálu. Dnes předpokládáme, že se jednalo o menšího nodosaurida, tedy býložravého obrněného dinosaura, pohybujícího se pomalu po všech čtyřech.
Tento dinosaurus byl menší až středně velký druh, dosahoval délky asi 4 metry a mohl vážit přibližně 1000 kg.